# مارك لوبيث
مارك لوبيز تريس (بالإسبانية: Marc López) ولد في 31 يوليو 1982، هو لاعب كرة مضرب أسباني، بدأ لعب التنس في عمر 8 سنوات وأصبح لاعب محترف في عام 1999، وهو يلعب في اليد اليمنى وقد حقق أفضل ترتيب له في الفردي في المركز 106 في 10 مايو 2004.

## سجله في النهائيات

### الزوجي (4)

#### البطل (4)
| نوع البطولة                                      |
| بطولات الجراند سلام (0)                          |
| كأس الأساتذة / نهاية جولة رابطة محترفي التنس (0) |
| سلسلة بطولات 1000 نقطة (1)                       |
| سلسلة بطولات 500 نقطة (1)                        |
| سلسلة بطولات 250 نقطة (2)                        |

| نوع الأرضية |
| صلبة (2)    |
| ترابية (2)  |
| عشبية (0)   |
| سجاد (0)    |

| الترتيب. | التاريخ        | البطولة             | الأرضية | الزميل        | الخصم في النهائي              | نتيجة المباراة      |
| 1.       | 9 يناير, 2009  | الدوحة، قطر         | صلبة    | رافاييل نادال | دانييل نيستور نيناد زيمونيتش  | 4–6, 6–4, [10–8]    |
| 2.       | 20 مارس, 2010  | إنديان ويلز، أمريكا | صلبة    | رافاييل نادال | دانييل نيستور نيناد زيمونيتش  | 7–6(8), 6–3         |
| 3.       | 9 مايو, 2010   | إستوريل، البرتغال   | ترابية  | ديفيد ماريرو  | بابلو كويفاس مارسيل غرانوييرس | 6–7(1), 6–4, [10–4] |
| 4.       | 25 يوليو, 2010 | هامبورغ، ألمانيا    | ترابية  | ديفيد ماريرو  | جيرمي شاردي بول هنري ماثيو    | 6–2, 2–6, [10–8]    |